# Michaił Łabuniec
Michaił Iwanowicz Łabuniec (ros. Михаил Иванович Лабунец, ur. 17 listopada 1945 w Astrachaniu, zm. 30 kwietnia 2024 w Nowoczerkasku) – radziecki i rosyjski dowódca wojskowy, generał pułkownik, Bohater Federacji Rosyjskiej.

## Życiorys
Od października 1964 służył w Wojskach Wewnętrznych MWD ZSRR, w 1967 ukończył wyższą wojskową szkołę dowódczą WW MWD ZSRR, w 1977 Akademię Wojskową im. Frunzego, a w 1985 kursy doskonalenia kadry oficerskiej przy Akademii MWD ZSRR. Dowodził kolejno plutonem, kompanią, batalionem, 22 Brygadą Specjalnego Przeznaczenia i 100 Dywizją Specjalnego Przeznaczenia Wojsk Wewnętrznych, brał udział w likwidacji międzynarodowych konfliktów i różnych „punktów zapalnych” na terytorium byłego ZSRR, m.in. w Górskim Karabachu w końcu lat 80. W latach 1996–2004 dowodził wojskami Północnokaukaskiego Okręgu Wojsk Wewnętrznych MWD Rosji, kierował działaniami wojsk tego okręgu w walkach I wojny czeczeńskiej, w walkach w Dagestanie w sierpniu-wrześniu 1999 i w II wojnie czeczeńskiej, w 1998 mianowano go generałem pułkownikiem. Od lutego do września 2000 dowodził zgrupowaniem wojsk wewnętrznych w Połączonym Zgrupowaniu Wojsk w Czeczenii, w marcu 2000 kierował operacją zniszczenia grupy Rusłana Giełajewa we wsi Komsomolskoje. W Wojskach Wewnętrznych służył do lipca 2004, później w 2008 został prorektorem Południoworosyjskiego Państwowego Uniwersytetu Politechnicznego. Otrzymał tytuł kandydata nauk politycznych.

## Odznaczenia
- Bohater Federacji Rosyjskiej (8 listopada 2002)
- Order Męstwa (27 grudnia 1999)
- Order „Za zasługi wojskowe” (31 grudnia 1994)
- Order „Za służbę Ojczyźnie w Siłach Zbrojnych ZSRR” II klasy
- Order „Za służbę Ojczyźnie w Siłach Zbrojnych ZSRR” III klasy
- Order „Za osobiste męstwo” (6 sierpnia 1994)

I medale.